# Anthony Joshua vs. Andy Ruiz Jr.
Anthony Joshua vs. Andy Ruiz Jr. è stato un incontro di pugilato valevole per il titolo di campione del mondo dei pesi massimi versione WBA (Super), IBF, WBO e IBO. L'evento si è svolto il 1º giugno 2019 presso il Madison Square Garden di New York. In origine, il campione Joshua avrebbe dovuto difendere i titoli contro l'imbattuto sfidante Jarrell Miller, che però fu sostituito da Ruiz Jr. dopo aver fallito un test anti-doping. Andy Ruiz Jr. vinse il match per KO tecnico alla settima ripresa laureandosi nuovo campione del mondo WBA (Super), IBF, WBO e IBO dei pesi massimi.

## Contesto
A seguito del fallito test antidoping di Miller, reso pubblico il 17 aprile 2019, molti pugili si fecero avanti per prendere il suo posto e sfidare Joshua, inclusi Ivan Dyčko e Manuel Charr. Il campione avrebbe voluto Luis Ortiz come suo avversario sostituto, ed era inoltre deciso a non posticipare la data del match, fissata per il 1º giugno, in quanto erano stati già venduti 17 000 biglietti, con 10 000 di questi acquistati dalla Gran Bretagna.
Prima del suo match con Oleksandr Dymytrenko del 20 aprile, l'ex sfidante al titolo Andy Ruiz Jr. (31-1, 20 KO) si propose come sostituto di Miller e sfidò pubblicamente Joshua. Il 22 aprile, Ruiz confermò che il suo management era in procinto di avere una riunione con il promoter Eddie Hearn, per organizzare l'incontro. Ruiz divenne l'avversario più probabile quando il manager di Luis Ortiz rifiutò il combattimento con Joshua per ragioni economiche. L'accordo tra le parti fu raggiunto in una settimana. Il 1º maggio, venne ufficialmente annunciato che il match Joshua vs. Ruiz si sarebbe svolto al Madison Square Garden di New York, trasmesso in diretta esclusivamente via streaming da DAZN negli Stati Uniti e come evento acquistabile in PPV da Sky Sports Box Office in Gran Bretagna.

## L'incontro
La prima e la seconda ripresa furono relativamente tranquille, con entrambi i pugili che si studiavano. Nel corso dei primi due round, Joshua era riuscito a mettere a segno solamente nove pugni su quarantasette, e Ruiz solo tre su trentacinque.
Tuttavia, il terzo round segnò una svolta drastica nell'andamento dell'incontro. A due minuti e diciassette secondi dalla fine del round, Joshua mise knockdown Ruiz. Lo sfidante si rialzò subito in piedi, non sembrando intimorito dalla potenza di Joshua. La risposta di Ruiz fu irruente, soli pochi secondi dopo il knockout, egli iniziò a tempestare il campione di pugni, cogliendolo di sorpresa e mandandolo al tappeto. Anche Joshua si rialzò, ma non sembrò essere vigile quanto Ruiz dopo il knockdown, restando sulla difensiva da lì in poi. Verso la fine del terzo round, Ruiz costrinse Joshua all'angolo martellandolo di colpi e il campione andò per la seconda volta al tappeto. Dopo essersi rialzato al conto di "8", Joshua proseguì l'incontro.
I round quattro, cinque, e sei furono abbastanza interlocutori con scambi minori di colpi tra Ruiz e Joshua.
Nel settimo round Joshua finì ancora al tappeto, si rialzò nuovamente, prima di essere messo KO per la quarta ed ultima volta. Questa volta, Joshua, sanguinante dal naso, pur riuscendo a rialzarsi non fu ritenuto dall'arbitro in grado di continuare il combattimento. La vittoria andò a Ruiz Jr. per TKO alla settima ripresa.
Ruiz, divenne il primo campione mondiale dei pesi massimi messicano nella storia della boxe.

### Arbitro e giudici
- Arbitro: Michael Griffin
- Giudice: Julie Lederman
- Giudice: Pasquale Procopio
- Giudice: Michael Alexander

## Conseguenze
Essendo ampiamente dato per sfavorito, molti esperti consideravano Andy Ruiz Jr. come un semplice rimpiazzo che non avrebbe dovuto dare troppi problemi al campione in carica. Invece il match, in virtù del suo risultato, si rivelò essere una delle più grandi sorprese nella storia del pugilato, venendo paragonato all'inaspettata vittoria di Buster Douglas con Mike Tyson nel 1990.
Nella data di giovedì 8 agosto 2019 viene annunciato l'accordo per la disputa del match di rivincita tra Joshua e Ruiz, nuovamente valido per la contesa dei titoli mondiali della categoria pesi massimi IBF, IBO, WBO e Super WBA; l'incontro si disputerà sul terreno neutro di Dirʿiyya, in Arabia Saudita, il 7 dicembre 2019.

## Il programma (PPV)
| N. | Match                                         | Titolo in palio                                                       | Risultato | Round | Tempo |
| -- | --------------------------------------------- | --------------------------------------------------------------------- | --------- | ----- | ----- |
| 1  | Andy Ruiz Jr. sconfigge Anthony Joshua        | Titoli WBA (Super), IBF, WBO e IBO dei pesi massimi                   | TKO       | 7º    | 01:33 |
| 2  | Callum Smith sconfigge Hassan N'Dam           | Titoli WBA (Super), WBC Diamond e Ring Magazine dei pesi mediomassimi | TKO       | 3º    |       |
| 3  | Katie Taylor sconfigge Delfine Persoon        | Titoli WBA, WBC, IBF, WBO e Ring Magazine dei pesi leggeri            | MD        | 10º   |       |
| 4  | Josh Kelly vs. Ray Robinson                   | Titoli WBA International dei pesi welter                              | Pareggio  | 10º   |       |
| 5  | Joshua Buatsi sconfigge Marco Antonio Periban | Titolo WBA International dei pesi mediomassimi                        | TKO       | 4º    |       |
| 6  | Chris Algieri sconfigge Tommy Coyle           | Titolo WBO International dei pesi superleggeri                        | RTD       | 8º    |       |